# Bürgerinitiative Rettet Lübeck
Die Bürgerinitiative Rettet Lübeck (BIRL) e. V. ist eine im Bereich Denkmalschutz aktive Bürgerinitiative in Lübeck. Das Ziel der politisch ungebundenen Organisation von hauptsächlich auf der Lübecker Altstadtinsel wohnenden Bürgern war und ist es, die Innenstadt Lübecks zu erhalten und den Denkmalschutz-Gedanken zu fördern. Durch ihr erfolgreiches Arbeiten verschaffte sie sich Anerkennung, die weit über die Grenzen der alten Hansestadt hinaus reicht.

## Geschichte

### Aufkommen der Protestbewegung in den 1970er Jahren
In den zwei Jahrzehnten nach dem Zweiten Weltkrieg war der Niedergang der Lübecker Altstadt beispielhaft für eine Stadtentwicklungspolitik, die mit einer aktiv betriebenen Suburbanisierung die einstige Wohnfunktion aus den Altstädten verdrängte und ohne Rücksicht auf die vor Jahrhunderten angelegten Stadtgrundrisse und ihre überlieferte Architektur aus dem Mittelalter bis in die späte Neuzeit die historischen Zentren zu Kernzonen erklärte. Dem dadurch verursachten Pendlerverkehr wurde mit einem immer großzügigeren Infrastrukturangebot begegnet, dem sich die in Jahrhunderten gewachsenen und in ihrem Kern immer noch mittelalterlichen Strukturen zu unterwerfen hatten.
Vor diesem Hintergrund zerfiel der Lübecker Stadtkern mehr und mehr in zwei extrem gegensätzliche Bereiche: in ein Einkaufs-, Büro- und Verkehrszentrum an den Hauptstraßen und in ein Slumgebiet in den Nebenstraßen. Das Geschäftsleben konzentrierte sich fast ausschließlich im Kern der Altstadt. Maßstabslose Großbauten der Kaufhäuser, Banken und Versicherungsgesellschaften und Hochgaragen begannen das zu erdrücken, was anlässlich der Jahrestagung der Landesdenkmalpfleger sechzig Denkmalpfleger aus zehn europäischen Ländern 1971 „ein Gesamtkunstwerk im Rang von Florenz, Prag, Bern, Amsterdam oder Brügge“ nannten.
Das prägnante Gesicht der Lübecker Altstadt drohte unterzugehen in einer Architektur, wie sie genauso in Städten anzutreffen war, deren Stadtbild am Ende des Zweiten Weltkriegs nahezu vollständig neu errichtet werden musste. Jahr um Jahr wurden Menschen aus Wohnhäusern verdrängt, um Geschäfts- und Verwaltungsbauten Platz zu machen. Dieser Umgang war das eine wesentliche Problem der Altstadt. Das andere und zeitweilig noch gravierendere Problem war der zunehmende Verfall. Das Bild der Lübecker Altstadt war geprägt von bröckelnden, unansehnlichen Fassaden, mit Brettern verschlagenen Fensterhöhlen, Gemäuern und Dächern, die einzustürzen drohten.
Traditionell beschränkte sich die Arbeit der Denkmalpflege auf den Erhalt und die Wiederherstellung der großen Sakral- und Profanbauten, in Lübeck die fünf großen Kirchen und das Lübecker Rathaus. Dass der Zahn der Zeit unaufhaltsam an der Substanz zahlreicher bürgerlicher Profanbauten nagte, hatte schließlich in- und ausländische Denkmalpfleger auf den Plan gerufen. Rettet Lübeck war das Thema eines 1972 abgehaltenen internationalen Kolloquiums, das einen Bewusstseinswandel herbeiführte. In einer Resolution anlässlich dieser Fachtagung unter Leitung des Mainzer Professors Bornheim, Vorsitzender der Vereinigung der Landesdenkmalpfleger (VdL), in Bad Segeberg gaben die Teilnehmer ihrer großen Sorge über den bedrohlichen Altersverfall Ausdruck und forderten weltweite Hilfe für das Weiterbestehen der „nordeuropäischen Metropole des Mittelalters“.
Doch auch die Lübecker selbst formierten sich um 1970 erstmals in einer Protestbewegung gegen großflächige Abrissmaßnahmen in der Lübecker Altstadt im Zuge so genannter Flächensanierungen. Lübecks älteste Bürgerinitiative von 1789, die Gesellschaft zur Beförderung gemeinnütziger Tätigkeit, rief einen Arbeitskreis zur Erhaltung der Lübecker Altstadt ins Leben, die als Bürgerinitiative „Rettet Lübeck“ mit der Herausgabe einer ersten Broschüre dazu beigetragen hat, das Gewissen aller, die Abhilfe bei der Altstadt-Misere etwas zu leisten imstande waren, aufzurütteln.

### Institutionalisierung der Lübecker Denkmalschutzbewegung ab 1975
In der Nachfolge des Arbeitskreises zur Erhaltung der Lübecker Altstadt der Gesellschaft zur Beförderung gemeinnütziger Tätigkeit wurde im Europäischen Jahr des Denkmalschutzes 1975 die Bürgerinitiative Rettet Lübeck (BIRL) e. V. als gemeinnütziger eingetragener Verein gegründet. Neben Protesten, die überdimensionierten Kaufhaus-Bauten ebenso wie Abrissen von denkmalwürdigen Häusern oder unsachgemäßer „Sanierung“ durch Privatpersonen galten, arbeiteten die Mitglieder der Initiative in kommunalen Ausschüssen mit, gründeten die Althaus-Sanierer-Gemeinschaft und betrieben nachhaltige Öffentlichkeitsarbeit.

### Bedeutung
Die BIRL gilt heute als eine der ersten Bürgerinitiativen, die gegen verfehlte Stadtplanung mobil machten. Durch den öffentlichen Protest und die Gründung der BIRL war die Altstadt „knapp davongekommen“ und der diskutierte Abriss von 40 Prozent der erhaltenen Bausubstanz verhindert worden. Schon bald nach ihrer Gründung wurde über die Initiative in überregionalen Medien berichtet. In Lübeck wurde durch den mit der Gründung der BIRL kanalisierten öffentlichen Protest der diskutierte Abriss von 40 Prozent der nach dem Bombenangriff von 1942 noch erhaltenen Bausubstanz in der Lübecker Altstadt verhindert. Damit wurde die BIRL ein „erfolgreiches Beispiel“ mit Vorbildcharakter für ähnliche Initiativen zum Beispiel in Bamberg und Potsdam. Die Initiative war daran beteiligt, dass die Altstadt als erstes Flächendenkmal 1987 in die UNESCO-Welterbe-Liste eingetragen wurde.
Für ihren Einsatz für mehr und besseren Denkmalschutz wurden 1981 die mit der BIRL verbundene Althaussanierer-Gemeinschaft und 2000 der langjährige Sprecher der BIRL Manfred Finke mit der Silbernen Halbkugel, dem Deutschen Preis für Denkmalschutz des Deutschen Nationalkomitees für Denkmalschutz ausgezeichnet.
Die BIRL hat als Verein heute rund 600 Mitglieder – neben engagierten Lübeckern am Ort auch viele an der Arbeit der BIRL und ihren Publikationen interessierte Historiker, Denkmalpfleger, Stadtplaner und Architekten im gesamten Bundesgebiet.

## Ziele
Die 1975 formulierte Satzung der BIRL nennt drei Ziele:
- Erhaltung statt Abbruch, damit Förderung der Denkmalpflege, Priorität für die historische Bausubstanz bei der Sanierung,
- Mitsprache beim Sanierungsgeschehen im Interesse der Altstadtbewohner,
- Mitsprache und Mitwirkung bei allen die Innenstadt betreffenden Planungs- und Bauvorhaben.

Diese Ziele wurden von der BIRL grundsätzlich auch erreicht. So attestierte die Direktorin des Archivs der Hansestadt Lübeck Antjekathrin Graßmann der BIRL bereits in der 1989 erschienenen 2. Auflage ihrer Lübeckischen Geschichte, den Sinneswandel im Umgang mit der Lübecker Altstadt, den „Bewußtseinswandel und Veränderungen im Umgang mit der historischen Bausubstanz“ entscheidend mitgeprägt und ihre Sanierung konstruktiv kritisch begleitet zu haben.
Seit dem letzten großen Abrissprojekt auf der Lübecker Altstadtinsel, als Anfang der 1990er Jahre 14 Altstadthäuser samt ihren Innenausstattungen in einem intakten mittelalterlichen Block dem Bau der sogenannten „Königpassage“ (heute: Lichthof) zum Opfer fielen, stellt die Sanierungsbetroffenheit in Lübeck nicht mehr das zentrale Problem dar. Seither sieht die BIRL ihren Schwerpunkt in der Öffentlichkeitsarbeit. Sie beruht auf der Überzeugung, dass ein angemessener Umgang mit dem baulichen Erbe nur dann gelingen kann, wenn eine breite Wissensbasis darüber vorhanden ist, was die Altstadt auszeichnet, was unverwechselbar, wertvoll und unersetzlich ist. Folglich wirkt die BIRL mit an der Vermehrung des Wissens über die Altstadt und einen ihre historische Bedeutung bewahrenden Sanierungsprozess und wendet sich damit an Verantwortungsträger in Politik und Verwaltung wie an interessierte Fachleute und Laien. Die Mitglieder eint die Überzeugung, dass eine sanierte, fußläufig erschlossene Altstadt einen Standortvorteil im Wettbewerb der Städte darstellt. Ihre Mitglieder wirken parteiübergreifend daran mit, dass die Chancen, die das Altstadtareal zwischen Trave und Wakenitz als Alleinstellungsmerkmal für die Zukunft bietet, nicht vertan werden. Dabei geht es ihr nicht allein um Fragen der Denkmal- und Stadtbildpflege für die Altstadt, sondern um zentrale Punkte der Leitbildplanung, die auch innenstadtnahe Vorstadtquartiere und frühe Hafen- und Industrieareale tangieren.

## Aktivitäten und Erfolge

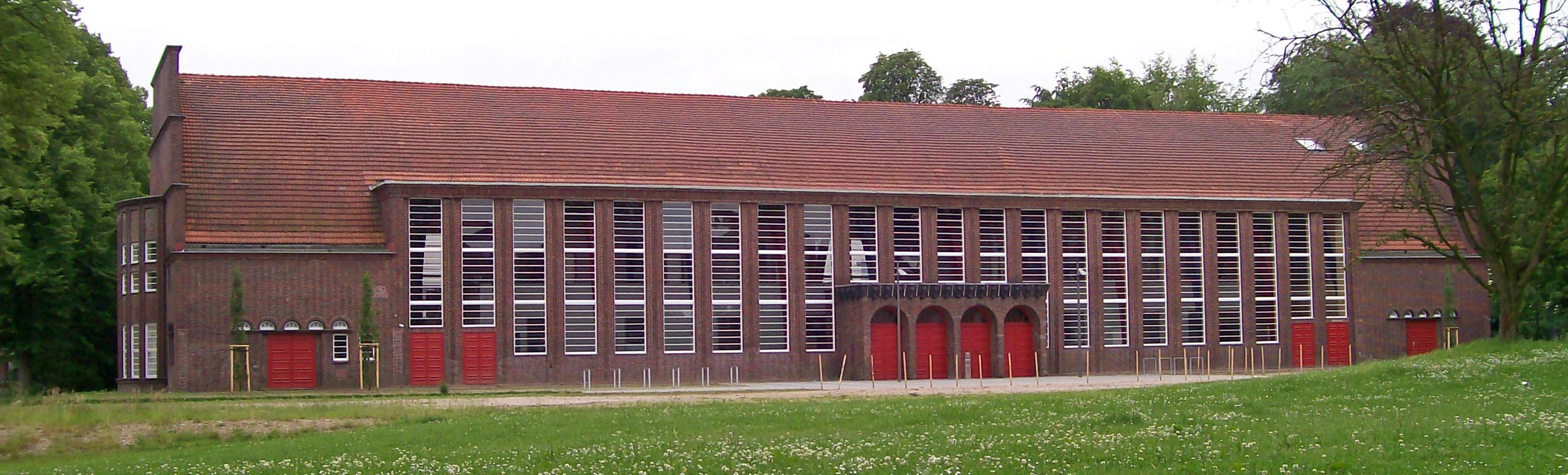
Gerettet und unter Denkmalschutz gestellt durch die Arbeit der BIRL: Holstentorhalle in Lübeck

1981 startete die BIRL eine erfolgreiche Initiative gegen den damals geplanten Abriss der heute als bauhistorisch bedeutend eingestuften 700-Jahr-Halle von 1926 zugunsten eines Kaufhausneubaus der Firma Horten. Als Konsequenz wurde die vom früheren Lübecker Oberbaurat und Architekten Friedrich Wilhelm Virck entworfene Backsteinhalle im Jahr 1990 unter Denkmalschutz gestellt.
Seit 1995 versuchte die BIRL eine Neubebauung am Lübecker Markt zu verhindern., Die BIRL konnte sich trotz langjährigen Widerstandes auch weiterer speziell zu diesem Bauvorhaben in der Lübecker Altstadt gegründeter Initiativen wie „Fünf vor zwölf – Rettet den Markt“ nicht gegen den Willen des Lübecker Senats durchsetzen, so dass 2002 mit dem Bau begonnen wurde. Die Interventionen bei der UNESCO und dem von ihr beauftragten International Council on Monuments and Sites (ICOMOS) konnten jedoch erreichen, dass der Bau in seiner Höhenausdehnung und seiner äußeren Erscheinung auf deren Ersuchen hin reduziert und ein weiteres Bauwerk in gleicher Gestalt auf dem nahe gelegenen historischen Stadthausgrundstück verworfen wurde.
Die Intervention der BIRL und die begleitende Berichterstattung erreichten, dass eines der letzten unsanierten Großdenkmale Lübecks, die Gertrudenherberge, schließlich doch unter Denkmalschutz gestellt wurde und wichtige Teile wie die im Rahmen des bisher verfolgten Sanierungsmodells bereits nach dem Wohnungseigentumsgesetz in einzelne zu errichtende Wohnungen aufgeteilte Pilgerhalle erhalten bleiben konnten.
Seit 1993 setzt sich die BIRL für den Erhalt des historischen Stadthafens im Umfeld der Nördlichen Wallhalbinsel ein, deren Gestalt, technische Ausstattung und Bebauung als erster europäischer Hafenbahnhof des Industriezeitalters gilt, in welchem das Lift-on-lift-off-Prinzip (LoLo-Verfahren) im Güterumschlag von Schiff zu Schiff und von Schiff zu Fuhrwerk oder Eisenbahn unter Verwendung der Dampfkraft umgesetzt wurde. Die BIRL konnte 2012 erreichen, dass die letzten beiden noch nicht geschützten Portalkrane im Rahmen einer Überprüfung durch die Abteilung Denkmalpflege der Hansestadt Lübeck unter Denkmalschutz gestellt wurden. Die letzten vier von ehemals 19 Krananlagen bilden als Ensemble die Kranbaugeschichte von 1893 bis 1967 ab und tragen zum Erhalt des Stadtbildes in seiner Wahrnehmung als Hafenstadt bei. Seit 2012 verstärkte die BIRL ihre Bemühungen, auch die bislang nicht geschützten Bauwerke, die historischen Kaischuppen A bis F, vor einem geplanten Abriss zugunsten des Baus von Luxuswohnungen zu retten. Im Mai 2012 legte die BIRL unter dem Namen WHIN-Konzept ein in sieben Monaten entstandenes Alternativkonzept vor, mit dem sie den Nachweis erbrachte, dass eine behutsame Entwicklung des Areals unter Beibehaltung der historischen Kaischuppen machbar und wirtschaftlich sein kann. Intensive Öffentlichkeitsarbeit im Vorfeld der Bürgerschaftswahlen 2013 führte dazu, dass der Erhalt der Nördlichen Wallhalbinsel in ihrem funktionalen Zusammenhang mit den Hafenschuppen ein zentrales Wahlkampfthema wurde. Die neuen Mehrheitsverhältnisse führten zu einem Stopp der seit den 1990er Jahren verfolgten und zuletzt unter dem Namen KaiLine versuchten Vermarktung des Geländes als Bauland für Luxuswohnungen und ergänzendes Gewerbe. Der Initiative Hafenschuppen, einer Arbeitsgruppe der BIRL, ist mit Bürgerschaftsbeschluss vom September 2013 die Möglichkeit eingeräumt worden, bis zum Ende des Jahres 2014 ihr bisheriges Konzept zu überarbeiten, zu verfeinern und hierfür Projektentwickler, Nutzer und Investoren zu gewinnen, um dieses der Lübecker Bürgerschaft für eine hierauf basierende Ausschreibung zur erneuten Beschlussfassung vorzulegen. Die Initiative Hafenschuppen der BIRL hat seitdem ihre Arbeit an ihrem ursprünglichen Konzept unter Einbindung einer breiten Öffentlichkeit wieder aufgenommen.

## Wirken und Vernetzung
Die BIRL ist Mitglied in einem freien Netzwerk der in allen größeren oder bauhistorisch bedeutenden Städten angesiedelten Denkmalpflegeinitiativen. Die BIRL wird bei Landesgesetzgebungsverfahren zum Denkmalschutz in die vorbereitenden Beratungen einbezogen. Als Partner der Bürgerakademie Lübeck veranstaltet die BIRL Rundgänge, Besichtigungen und Vorträge.
Die BIRL gibt Hilfestellungen zur privaten Altbausanierung und überwacht kritisch alle Sanierungsvorhaben der öffentlichen Hand. Sie publizierte bis 2022 die Zeitschrift Bürgernachrichten, deren Ausgaben in digitaler Form auf der Website der BIRL zum Download bereitstehen.

## Publikationen
- Manfred Finke: 116 mal Lübeck. Denkmalschutz – Sanierung – Neue Architektur. 25 Jahre Umgang mit einem Stadtdenkmal. Schmidt-Römhild, Lübeck 2000, ISBN 3-7950-1239-2.
- Manfred Finke: Unesco Weltkulturerbe Altstadt von Lübeck : Stadtdenkmal der Hansezeit. Wachholtz, Neumünster 2006, ISBN 3-529-01335-8.
- Bürgerinitiative Rettet Lübeck (BIRL) e. V.: Bürgernachrichten. Zeitschrift im Eigenverlag, Lübeck.